# تلعکبری
تلعکبری یکی از محدثان امامیه و اهل عراق است. وی به عنوان یکی از کسانی که بیشترین شنیده‌ها را در میان علمای بغداد دارد محسوب می‌شود.

## زندگانی
نام کامل وی ابو محمد هارون بن موسی احمد (در گذشته ۳۸۵ق/۹۹۵ میلادی) است. وی در تلی به نام تل عکبرا زاده شده است که در نزدیکی شهر بغداد است. نسبت خانوادگی وی به قبیله بنی شیبان می‌رسد.

## تحصیلات
تحصیلات وی در بغداد نزد کسانی چون کلینی و علی ابن بابویه قمی بوده است. شنیده‌های وی علاوه بر شهر بغداد، در شهرهایی همچون نهروان، کوفه بوده است. او همچنین نزد ابن همام اسکافی نیز شاگردی کرده است. علاوه بر این وی نزد کشی، سمرقندی نیز شاگردی کرده است. گفته شده که وی از محمد ابن یحیی عطار قمی، یکی از مشایخ مشهور قم، نیز استماع داشته است. او هم از مشایخ شیعه و هم از مشایخ اهل سنت استماع داشته و روایاتی را از آن‌ها شنیده است. از شاگردان وی می‌توان به افراد زیر اشاره کرد:
- شیخ مفید
- حسین ابن عبیدالله غضائری
- شریف رضی
- ابن شاذان قمی
- ابن منده
- قاضی علی ابن محمد قزوینی

## ویژگی‌ها
وی یکی از پر اهمیت‌ترین محدثان امامیه است از این رو که تمامی اصول و نگاشته‌هایی که متعلق به امامیه بوده است را در روایت داشته است. بسیاری از راویان نام وی را ثبت و ضبط کرده‌اند. وی در زنده نگه داشتن و برپایی سنت حدیثی عراق نقش مهمی داشته است و به عنوان حلقه اتصال میان نویسندگان متقدم امامیه و دانشمندان عصر طوسی محسوب می‌شود. شیخ طوسی، تلعکبری را یکی از افراد مورد اطمینان در علم رجال دانسته است. وی از بزرگترین شاگردان کلینی بوده چنان‌که از شاگردان خود تنها به نام وی در کتاب کافی اشاره کرده است.

## آثار
نجاشی اثری به نام الجوامع فی علوم الدین را به وی نسبت می‌دهد. این کتاب شامل تمامی نسخه‌های جامع حدیث و فراگیر در زمینه مختلف علوم دینی بوده است. ابن حجر عسقلانی اثری بعنوان المشیخه را به وی نسبت می‌دهد.